# Halichoeres ornatissimus
Halichoeres ornatissimus es una especie de peces de la familia Labridae en el orden de los Perciformes.

## Morfología
Los machos pueden llegar alcanzar los 18 cm de longitud total.

## Distribución geográfica
Se encuentra desde el este de la océano Índico hasta las Hawái, las islas Marquesas, las Tuamotu, el sur de Japón y la Gran Barrera de Coral.